# Lewis Lloyd
Lewis Kevin Lloyd (Filadelfia, 22 febbraio 1959 – 5 luglio 2019) è stato un cestista statunitense, professionista nella NBA.

## Carriera
Venne selezionato dai Golden State Warriors al quarto giro del Draft NBA 1981 (76ª scelta assoluta).

## Palmarès
- 2 volte NCAA AP All-America Third Team (1980, 1981)
- USBL Player of the Year (1988)
- 2 volte All-USBL First Team (1988, 1990)
- Miglior marcatore USBL (1990)